# انحصار طبیعی
انحصار طبیعی (به انگلیسی: Natural Monopoly) یا وضعیت تک‌قطبی، وضعیتی است که یک شرکت، تمامی یا بخش بزرگی از تقاضاهای خرید متقاضیان را فراهم می‌کند. همین‌طور وضعیت تک قطبی طبیعی وضعیتی است بر مبنای هزینه-فناوری یک صنعت که بیان می‌دارد بهترین و کاراترین اقدام برای کاهش هزینه تمام شده یک محصول در دراز مدت این است که آن محصول تنها در یک کارخانه مادر تولید شود. در بعضی موارد این وضعیت به عمده تأمین‌کننده محصول در یک صنعت که اغلب اولین شرکت تولیدکننده محصول می‌باشد، یک برتری قابل توجه در زمینه میانگین هزینه‌های تمام شده برای تولید یک محصول در برابر دیگر شرکت‌های رقیب می‌دهد. این وضعیت بیشتر در صنایعی ایجاد می‌شود که هزینه‌های اولیه بسیار غالبند و باعث ساخت اقتصادهایی در مقیاس بالا در مقابل اندازه بازار می‌شوند و از این رو موانعی را بر سر عرضه به وجود می‌آورند، نمونه‌هایی که می‌توان نام برد شرکت‌های خدمات‌رسان عمومی از جمله سرویس‌های تأمین آب و برق شهری می‌باشند.
ساخت شبکه ارتباطی (آب، خطوط لوله گاز، خطوط انتقال برق و تلفن) بسیار هزینه بر است. بخاطر همین، شرکت‌های رقیب تمایلی به سرمایه‌گذاری پایه‌ای که شرط اول برای رقابت در بازار تک قطبی مورد نیاز هست را ندارند.
با تمامی این موارد، امکان ایجاد شرایطی که در آن کنترل بازار عرضه تنها در دست چند شرکت بزرگ، حتی با وجود اینکه شرایط هزینه‌ای صنعت دارای ویژگی‌هایی مشابه با ویژگی‌های وضعیت تک قطبی باشد، وجود دارد.

## توضیحات
تمامی صنایع شامل هزینه‌های مربوط به وارد شدن اولیه به آن صنعت می‌شوند. معمولاً بخش عمده‌ای از این هزینه‌ها برای سرمایه‌گذاری لازم است. شرکت‌های بزرگتر همچون شرکت‌های خدمات‌رسانی عمومی، نیازمند مقدار قابل توجهی سرمایه‌گذاری اولیه هستند. این موانع بر سر راه ورود به این رقابت، تعداد شرکت‌های رقیب را صرف نظر از اینکه چه مقدار درآمد در آن صنعت وجود دارد، به‌طور طبیعی کاهش می‌دهد.
وضعیت تک قطبی زمانی رخ می‌دهد که تأمین‌کننده اصلی محصول یک برتری قابل توجه از بابت هزینه‌ها بر دیگر رقبا داشته باشد، این وضعیت بیشتر در صنایعی ایجاد می‌شود که هزینه‌های اولیه بسیار غالبند و باعث ساخت اقتصادهایی در مقیاس بالا در برابر اندازه بازار می‌شوند، مثلاً در مورد شرکت‌های آب و برق، هزینه ساخت شبکه‌های انتقال بقدری بالاست که به‌طور مؤثری مانع از ورود رقبای بالقوه در بازار تک قطبی می‌شود و همانند یک مانع غیرقابل حرکت بر سر راه ورود به این بازار می‌شود.
شرکتهایی که از اقتصادهایی در مقیاس بزرگ بهره می‌برند، اغلب به مشکلات مربوط به دیوان‌سالاری برمی‌خورند. این عوامل باعث ایجاد یک اندازه بهینه برای آن شرکت می‌شود، که در آن میانگین هزینه‌ای تولید یک فراورده به حداقل می‌رسد. اگر اندازه بهینه به آن بزرگی باشد که بتواند کل بازار را تأمین کند در آن صورت آن بازار یک بازار تک قطبی و انحصاری است.
دو نوع متفاوت از هزینه در ریزاقتصادها حائز اهمیت هستند که شامل: هزینه‌های جانبی و هزینه‌های ثابت می‌باشند. هزینه‌های جانبی هزینه‌هایی هستند که به شرکتهایی که به یک مشتری بیشتر خدمت‌رسانی کنند گفته می‌شوند. در صنعتی که وضعیت تک قطبی وجود ندارد (بیشتر صنایع)، هزینه‌های جانبی با عامل «اقتصاد بزرگ» کاهش پیدا می‌کند و با مشکلات ناشی از بزرگتر شدن شرکت (مانند به کار کشیدن بیش از حد از کارگران، کاغذبازی و اصراف منابع و…) افزایش پیدا می‌کند. هم‌زمان با اتفاقاتی که برای شرکت می‌افتد، میانگین هزینه تمام شده فراورده‌های شرکت نیز دچار نوسان می‌شود. یک شرکت تک قطبی، ساختار هزینه‌ای بسیار متفاوتی نسبت به وضیعت قبل دارد. این شرکت دارای هزینه ثابت زیاد برای ساخت محصولاتش می‌باشد، محصولاتی که به خروجی وابسته نمی‌باشند، اما هزینه‌های جانبی ساخت یک محصول بیشتر، تقریباً ثابت و کم است.
یک شرکت با هزینه‌های ثابت بالا، جهت بازگشت سرمایه، نیازمند افزایش شمار مشتریان محصول تولیدی خود می‌باشد، که این همان نقطه‌ای است که فاکتور اقتصاد بزرگ، مهم می‌شود، چرا که هر شرکت متحمل هزینه‌های ثابت بسیار بالا خواهد شد، هم‌زمان با تصاحب سهم عمده‌ای از بازار، حجم محصولات تولیدی شرکت نیز افزایش خواهد یافت. در این میان، هزینه‌های ثابتی که قبلاً هزینه شده، با داشتن تعداد زیادی مشتری جبران می‌گردد؛ بنابراین در صنایعی که نیازمند سرمایه‌گذاری اولیه بالا می‌باشند، میانگین کل هزینه‌ها با افزایش تولید محصولات، افزایش خواهد یافت. قبلاً وضعیت تک قطبی بخاطر هزینه‌های ثابت بالا ایجاد شده‌است و همین عامل بنا به قانون اقتصادهای بزرگ که بیان می‌دارد «هر چه شرکت بزرگتر باشد، میانگین هزینه‌ها کمتر می‌شود»، امتیازی بزرگ برای این شرکت‌ها محسوب می‌شود. با علم به این موارد هیچ شرکتی تلاشی برای ورود به این بازار تک قطبی نمی‌کند.

### تک‌قطبیت طبیعی
ویلیام بامول (۱۹۹۷) تعریف مورد قبول امروزی از تک قطبیت طبیعی را تعریف کرد. این تعریف بیان می‌دارد که یک صنعت با محصولات چند شکلی، محصولاتش هزینه‌برتر از محصولات تولید شده در بازار تک قطبی است. او این تعریف را به مفهوم ریاضیاتی زیرجمعی (subadditivity)ربط داد، یعنی همان تابع هزینه.
بامول همچنین یادآور شده‌است که برای شرکتی که تنها یک محصول تولید می‌کند اقتصادهای بزرگ یک شرط کافی اما غیرضروری برای اثبات زیرجمعی بودن است.

### صنایع با شرایط تک قطبی طبیعی
شرکتهای خدمات‌رسان عمومی اغلب تک قطبی هستند. در صنایعی با محصول استاندارد شده و اقتصاد بزرگ، اغلب یک وضیعت تک قطبی طبیعی به وجود می‌آید. در مورد برق، همه شرکت‌ها یک محصول را فراهم می‌کنند، زیرساختهای مورد نیاز بسیار هزینه برند و هزینهٔ اضافه کردن یک مشتری نیز تا حدی قابل پوشش است. اضافه کردن یک مشتری ممکن است درآمد شرکت را اضافه و میانگین هزینه‌های فراهم کردن محصول را کاهش دهد.
تا زمانی که میانگین هزینه خدمت‌رسانی به مشتریان کاهش یابد شرکت بزرگتر به‌طور مؤثرتر و با صرفه‌جویی بیشتری به مشتریان خدمات می‌دهد. البته این عامل با تفاضل‌گیری از محصول تغییر می‌کند و باعث می‌شود که آن جنس اولیه نباشد. برای مثال شرکت‌های برق ممکن است مشتریانی پیدا کنند که برای برق سبز یا برق بدون آلایندگی یا برق‌هایی که به صورت محلی ساخته می‌شوند پول بیشتری بپردازند.

### نمونه‌های تاریخی
از جمله این روند در صنعت آب بریتانیا در سده نوزدهم اتفاق افتاده‌است. تا میانه‌های سده نوزده، مجلس دولت را از فعالیت در بخش تأمین آب منع می‌کرد، در سال ۱۸۵۱ شرکت‌های خصوصی ۶۰ درصد سهم بازار را در اختیار داشتند. رقابت بین شرکتهایی که در شهرهای صنعتی بزرگتر فعالیت داشتند باعث شده بود که حاشیه‌های درآمد کاهش پیدا کند، چون شرکت‌ها کمتر قادر بودند که مبلغ کافی برای تأسیس شبکه‌های برق در نواحی جدید، تهیه کنند.
در نواحی با رقابت مستقیم (با دو مجموعه اصلی)، معمولاً در لبهٔ ناحیه‌های فعالیت شرکتها، حاشیه‌های درآمد، کمترین میزان را داشت. این شرایط موجب هزینه‌های بالاتر و صرفه جویی کمتر شد، مثلاً دو شبکه که از تمامی ظرفیتش استفاده نشده بود، وجود داشت. با وجود تعداد خانواری که توانایی مالی استفاده از این سرویس‌ها را داشتند محدود بود، گسترش شبکه به کندی پیش می‌رفت و بیشتر شرکت‌ها دارای سود کمی بودند.
با وجود نبود آب و بهداشت مناسب که تهدید جان هزاران نفر در دوره‌های زمانی بود، شهرداری رشد سریعی بعد از سال ۱۸۶۰ داشت و شرکت‌های زیرمجموعه شهرداری قادر به تأمین مالی برای سرمایه‌گذاری در این بخش شدند، در مقابل شرکت‌های خصوصی اغلب نتوانستند.
تعداد کمی از شرکت‌های خصوصی که وضعیت خوبی در اثر کار با شهرهای کوچک زنده مانده‌اند و هم‌اکنون حدود ۲۰ درصد جمعیت دارای آب از این شرکت‌ها استفاده می‌کنند. بقیه صنعت آب در انگلیس و ولز به شکل ۱۰ ناحیه تک قطبی در سال ۱۹۸۹ خصوصی‌سازی شد.

## ریشه یابی کلمات
مفهوم اولیه تک قطبی طبیعی اغلب به جان استوارت میل نسبت داده می‌شود (او قبل از انقلاب مارجینالیست این را نوشته بود)، که باور داشت قیمتها نشات گرفته از هزینه‌های تولید در غیاب یک تک قطبیت طبیعی یا مصنوعی است. در بحث اصول اقتصاد سیاسی میل از چشم پوشی اسمیت از یک ناحیه که می‌تواند علت عدم توازن درآمدها را توضیح دهد انتقاد کرد. او مثال‌هایی از کسانی که به صورت حرفه‌ای در زمینه‌ای کار می‌کنند مثل جواهر سازان، پزشکان و وکلا.
او گفته‌است:
«برتر بودن پاداش در اینجا به عنوان پیامد رقابت محسوب نمی‌شود بلکه به عنوان پیامد عدم وجود رقابت می‌باشد، این نه تنها هیچ عیبی به استخدام وارد نمی‌کند، بلکه یک مزیت برای استخدام به حساب می‌آید، یعنی یک نوع قیمت تک قطبی، تأثیرش را نه از یک تک قطبیت قانونی بلکه از تک قطبیت طبیعی مستقل از تک قطبیت مصنوعی گرفته‌است. یک وضعیت تک قطبی طبیعی به نفع کارگران ماهر وجود دارد، این وضعیت بعضی مواقع در نسبت‌های گوناگون برای برابری امتیازات آن‌ها بکار می‌رود.
اگر کارگران غیر ماهر می‌توانستند با کارگران ماهر بر سر تحمل زحمت یادگیری این مهارت رقابت کنند، تفاوت درآمدها نمی‌توانست بیشتر از جبران زحمت و تلاشی که آن‌ها متحمل شده‌اند باشد، یعنی در یک حد معمولی که معمولاً کارگران مزد داده می‌شوند.
اما این عامل که یک سلسله دستورالعمل با درجه هزینه بری پایین مورد نیاز هست، یا این عامل که کارگر باید مدت زیادی از دیگر منابع تأمین شوند، همه را متقاعد کرده که این حجم بزرگ از کارگران از این رقابت‌ها کنار گذاشته شوند.»
پس استفاده میل از عبارت تک قطبیت طبیعی به توانایی‌های طبیعی مربوط می‌شد، در تضاد با معنی که این روزها از این عبارت استنباط می‌شود که تنها به شکست بازار در یک صنعت خاص از جمله ریل سازی، پست یا برق اشاره دارد.
چیزی که به عنوان مفهوم توسعه یافته‌ای از ایدهٔ میل(Mill) برداشت می‌شود این است که چیزی که در مورد کارگر درست باشد، در مورد سرمایه اولیه نیز صادق است.
تمامی وضعیت‌های تک قطبی طبیعی (در اینجا یعنی همانهایی که در شرایط مختلف به وجود می‌آید نه آن‌هایی که به وسیلهٔ قانون به وجود می‌آیند) که ناتوازنی در میزان دستمزد طیف گوناگونی از کارگران را به وجود آورده یا آن را بدتر کرده‌اند، در بین مراکز استخدام کارگر گوناگون، شبیه به هم عمل می‌کنند.
اگر یک تجارت بتواند تنها تحت اختیار یک مرکز فعالیت بزرگ قرار گیرد، این منجر به محدود شدن دسته افرادی می‌شود که می‌توانند استخدام شوند، به‌طوری‌که این مراکز قادر باشند نرخ سودشان را از حد معمول بالاتر نگه دارند. یک کار تجاری همچنین می‌تواند طوری محدود به تعداد کمی افراد شود که درآمد توسط ترکیبی از معامله‌کنندگان، بالا نگه داشته شود. بسیار مشهور هست که حتی در بین کتابفروشی‌های پرشمار لندن این ترکیب در قدیم وجود داشته‌است. من قبلاً مواردی در مورد شرکت‌های گاز و آب ذکر کردم.
میل همچنین این عبارت را در مورد اراضی بکار می‌برد، که در آن تک قطبیت طبیعی از کیفیت اراضی به وجود می‌آید مثلاً یک زمین که در آن مواد معدنی خاص موجود باشد.
افزون بر آن میل به صنایع ارتباطات مانند شبکه‌های تأمین برق و آب، جاده‌ها، سیستم ریلی و کانال‌ها به عنوان وضعیتهای تک قطبی عملی اشاره کرده‌است، شرکتهایی که دولتی محسوب می‌شوند به دلیل اینکه یا تجارت را در شرایط معقولی در جهت رضایت عمومی تحت کنترل درآورند یا قدرت خود را بر روی این شرکت‌ها حفظ کند و سود حاصل از این وضعیت تک قطبی در جهت رفاه عمومی بدست آید، یک منع قانونی علیه رقابت قرار داده‌است. پس نرخ‌ها به وسیلهٔ بازار وضع نمی‌شوند بلکه به وسیلهٔ دولت تنظیم می‌شوند.
جهت خواندن یک توضیح کامل از ریشه‌های تاریخی عبارت تک قطبیت طبیعی موسکا(Mosca) را ببینید.

## قوانین
همانطوری‌که در تمامی شرایط تک قطبی طبیعی وجود دارد، یک شرکت با تولید انحصاری که جایگاهش را از طریق اثرات حاکم بر محیط تک قطبی طبیعی بدست آورده می‌تواندُ طوری رفتار کند که جایگاهش در بازار را بخطر اندازد به‌عبارتی دیگر منجر به تقاضاهایی از طرف عموم برای قانونمند کردن این بازار توسط دولت شود. قانونمندسازی دولتی نیز ممکن است با درخواست یک شرکت تجاری برای ورود به بازاری که تاکنون توسط یک شرکت تک قطبی قبضه شده بود باشد.
دلایل دیگری که در حمایت از قانونمندسازی به‌شمار می‌رود شامل تمایلی که برای کنترل قدرت بازار، تسهیل رقابت، ترویج سرمایه‌گذاری و توسعه سیستم یا ثابت‌سازی بازارهاست. اگرچه معمولاً قانونمندسازی زمانی رخ می‌دهد که دولت احساس کند شرکتی برخلاف اهداف دولتی کار رفتار می‌کند. در بعضی کشورها یک راه حل اولیه برای این مشکل، نظارت دولت بر شرکت‌های تک قطبی است. با این وجود این روش نیز مشکلات خودش را دارد. بعضی دولت‌ها از امکانات شرکت‌های خدمت‌رسان عمومی برای مقاصد سیاسی به عنوان یک منبع درآمد برای تأمین هزینه فعالیت‌های دولتی یا برای تقویت واحد پولی استفاده می‌کنند. این‌گونه پیامدها و عواقب دیگر نظارت دولت بر بخش‌های خدماتی، اغلب موجب عدم کارایی و کیفیت خدمت‌رسانی ضعیف این بخش‌ها شده‌است. در نتیجه دولت‌ها شروع به جستجوی راه حل‌هایی برای این مشکلات می‌کنند، که از آن‌ها می‌توان به قانونمندسازی و فراهم کردن بخش‌های خدماتی بر اساس یک پایه تجاری و اغلب از طریق شراکت خصوصی نام برد.
در عوض قبول نظارت دولت توسط شرکت‌های خصوصی، این شرکت‌ها شاید اجازه برداشت سودهای سالیانه انحصارگرایانه با وجود قیمتهای ثابت را داشته یا از طریق نرخ‌های محدود شدهٔ برگشت (سود سالیانه)، ضمانت شده باشند. برای مثال یک شرکت برق ممکن است اجازه فروش برق به قیمتی داشته باشد که سود سالیانه‌اش ۱۲ درصد کل هزینه‌های اولیه آن شرکت باشد. اگر شرکتی تحت شرایط محدودسازی کمیسیون خدماتی عمومی قرار نگیرد، ممکن است نرخ بسیار بالاتری برای محصولش گذاشته باشد و از اینرو یک سود غیرطبیعی زیاد نسبت به سرمایه اولیه اش کسب کند.
واکنش‌ها در مقابل قانونمدسازی
انجام ندادن هیچ کار
تنظیم محدودیت‌های قانونی بر رفتار شرکت، چه به صورت مستقیم از طریق یک شرکت نماینده دولت
تنظیم رقابت در بازار (پخش کالا)
تنظیم رقابت عمومی نوع حمل و نقل
تنظیم رقابت‌های جایگزین (رقابت معیار)
نیاز به شرکت‌های برای باقی‌ماندن در بازار خرید و فروش
مالکیت عمومی
از دهه ۱۹۸۰ تمایل عموم مردم به سمت شرکت‌های خدمت‌رسان غیرقانونمندسازی شده پیش می‌رود که در آن سیستم‌های رقابت در جهت جایگزینی قانونمندی با مشخص کردن و محدودسازی رفتار شرکت بر می‌آیند.

### انجام ندادن هیچ کار
به دلیل اینکه وجود وضعیت تک قطبی طبیعی به ساختار هزینه‌ای صنعت بستگی دارد که می‌تواند به صورت شدیدی از طریق تکنولوژی‌های جدید تغییر یابد، ماهیت و حتی وجود وضعیت تک قطبی طبیعی ممکن است تغییر یابد. یک مثال قدیمی کم اثر کردن وضعیت تک قطبی طبیعی در مورد کانال‌های آب بریتانیا در قرن ۱۸ می‌باشد که در قرن ۱۹ هم‌زمان با ساخت سیستم ریلی این کانال‌ها دچار تغییر و تحول شدند.
مشاهدات حکایت از این دارد که قانونمندسازی بیشتر برای محیط تک قطبی خصوصی محتمل است. همین‌طور در بعضی موارد هزینه‌ای که از قانونمندسازی بیش از حد عاید می‌شود ممکن است بیشتر از هزینه‌ای باشد که شرکتی خصوصی در یک محیط تک قطبی غیرقانونمند به کار خود ادامه دهد. (اگرچه صاحبان شرکت‌های خصوصی در محیط تک قطبی هزینه‌های محیط تک قطبی را خودشان می‌پردازند با این وجود یکی از دلایل عمده افزایش قیمت، ناشی از یک انتقال به سمت قانونمندسازی است)
در یک نگاه جامع تر، نظریه بازارهای رقابتی توسط بامول و همکاران، در مورد اینکه شرکت‌های تک قطبی ممکن است با گذشت زمان مجبور شوند تا برای اینکه شرکت‌های دیگر از رقابت با آن‌ها صرفنظر کنند دست به تغییر در رفتار انحصارطلبانه خود زنند. در یک وضعیت محدود، یک شرکت تک قطبی ممکن است دست به اتخاذ تصمیماتی یکسان با بازار رقابتی بزند. یک مثال رایج زمانبندی پروازهای خطوط هوایی است، که در آن یک خط پرواز می‌تواند یک مونوپولی (وضعیت تک قطبی) از نقطه A تا نقطه B داشته باشد، اما این نکته که دیگر خطوط نیز می‌توانند به راحتی از این محدودیت‌های مسیری در وضعیت تک قطبی مشابه برای خودشان استفاده کنند را باید مورد توجه قرار داد. این مشاجره همچنین بر وضعیت تک قطبی دولتی نیز اشاره دارد، یعنی اگرچه محیط تک قطبی دولتی از ورود دیگر شرکت‌ها برای رقابت در این محیط ایمن است، در یک جامعه دموکراتیک، رفتار انحصارطلبانه افراطی ممکن است منجر به عدم پذیرش این محیط تک قطبی شود.
اقتصاددان برجسته میلتون فریدمن در مورد محیط تک قطبی طبیعی مواردی را ذکر کرده‌است که «در تنها یک انتخاب از میان سه شیطان وجود دارد: ۱)شرکتهای تک قطبی خصوصی غیر قانونمند ۲)شرکتهای تک قطبی خصوصی قانونمند شده بوسیله دولت و۳)شرکت‌های دولتی»
او می‌گوید کم‌زیانترین این شیاطین شرکت‌های تک قطبی خصوصی غیرقانونمند می‌باشد که قابل تحمل است. او این‌گونه استنباط کرده که چون دیگر موارد اغلب به طرز فزاینده‌ای غیرقابل تغییر هستند، از اینرو موارد متحرک در بازار باید امکان اثرگذاری را داشته باشند (مواردی همچون کاپیتالیسم و آزادی). در یک سخنرانی ویلکات گفته‌است که اگر منابعی، اساسی باشند (مانند آب و برق) و قدرت محیط تک قطبی قابل کنترل و اندازه‌گیری باشد، در این صورت یکی از موارد مالکیت عمومی یا قانونمندسازی توسط دولت می‌تواند دارای کمترین زیان باشد. با این وجود او می‌گوید که این‌گونه توسط دولت نباید دیگر شرکت‌ها را از رقابت منع کند. فریدمن با گفتن اینکه «بعد از مدتی من کم‌کم به این نتیجه رسیدم که قوانین غیرقابل اعتماد بسیار ضررش نسبت به سودش بسیار بیشتر است و اینکه ما اگر این قوانین را از ابتدا نداشتیم بهتر بود.» خود را به همسو با دیدگاه عدم قانونمندسازی نشان داده‌است.
حامیان انحصارطلبی غیرقانونمند شده همچون آزادیخواهان، معمولاً این نکته را گوشزد می‌کنند که محیط تک قطبی طبیعی همیشگی، تنها یک مورد نظری است و حقیقت ندارد. اقتصاددان‌هایی از دانشگاه اطریش مدعی شده‌اند که دولت‌ها مالکیت راه و روش تولید در صنایع مشخصی را در اختیار دارند و هرگونه رقابتی را به این دلیل که در محیطهای تک قطبی طبیعی مشغول به کارند منع می‌کنند.

### پخش محصول و بکارگیری نیرو در خارج از شرکت
اگر چه رقابت در یک محیط تک قطبی طبیعی هزینه بر است اما امکان ایجاد شرایط رقابتی در بازار وجود دارد. برای مثال روش سازماندهی شده غالب در بخش خدمات آب در کشور فرانسه با وجود اینکه درجه رقابت بدست آمده محدود به قرار دادهایی بود که برای مدت طولانی بسته می‌شود، با این وجود سه شرکت اصلی در این بازار وجود داشتند.
همین‌طور، رقابت ممکن است برای بخشی از بازار نیز به وجود آید (مثلاً شرکت‌های فناوری اطلاعات) که از طریق قرار دادهایی است که این شرکت‌ها با افراد بیرون از شرکت می‌بندند. بعضی از شرکت‌های آب قسمت بزرگی از عملیاتشان را بدست شرکت‌های ثالث سپرده‌اند. مثال قابل توجه شرکت آب ولش (welsh) می‌باشد که کل کارهای شرکتش را به دیگر شرکت‌های ثالث سپرده و فقط یک اسکلت و تعداد کارمند دارد که با آن قراردادها را مدیریت می‌کند. تولید محصول براساس تقسیم‌بندی ناحیه به ناحیه می‌تواند ویژگی‌های یک رقابت معیار را فراهم آورد، به دلیل اینکه کارایی شرکت‌های طرف قرارداد می‌تواند مورد سنجش و مقایسه قرار گیرد.

### رقابت رایج در ترابری
این مورد شامل شرکت‌های متفاوتی است که برای پخش محصول و توزیع خدمات از طریق یک زیرساخت مشابه فعالیت می‌کنند، برای نمونه شرکت‌های برق متعددی برای فراهم کردن خدمات به مشتریان در یک شبکه یکسان الکتریسیته با هم به رقابت می‌پردازند. برای اینکه این رقابت انجام شود باید دخالت‌هایی از طرف دولت برای شکستن شرایط تک قطبی حاکم بر این محیط، انجام گیرد.
بنابراین به‌طور مثال در بخش الکتریسیته، تولید برق باید از توزیع آن جدا باشد، همین‌طور دیگر بخش‌هایی موجود مانند فروش. نکته کلیدی در این رقابت این است که تمامی شرکت‌ها به صورت یکسان به شبکه موجود برای خدمت‌رسانی دسترسی داشته باشند، با هزینه‌ای که مالک زیر ساخت برای رقابت کنندگان در این محیط وضع کرده‌است همین‌طور باید این هزینه نیز قانونمند شده باشد. (چندین الگوی رقابتی برای برآورد هزینه دسترسی به شبکه زیرساخت وجود دارد) در الگوی انگلیسی آزادسازی صنعت برق، یک بازار برای فراهم آوردن ظرفیت تولید وجود دارد که در آن الکتریسیته می‌تواند به صورت دقیقه به دقیقه یا براساس قرادادهای طولانی مدت خریده شود، توسط شرکت‌های برقی که ظرفیت تولید الکتریسیته کافی ندارند (یا در بعضی مواقع به هیچ وجه ظرفیتی ندارند).
این سامانه می‌تواند به عنوان یک شکل از غیر قانونمندسازی در نظر گرفته شود، ولی در حقیقت ساخت سیستم فعال جدیدی از رقابت توسط دولت در مقابل حذف محدودیت‌های قانونی موجود مورد نیاز است. این سیستم رقابتی همچنین نیازمند کنترل مداوم دولت می‌باشد، به دلیل اینکه کمتر شرکتی قراردادهای بلندمدت از کاهش نرمش‌پذیری بازار تولید منعقد کند یا برای اطمینان از اینکه مشوق‌هایی که منجر به امنیت بخشی بلند مدت تأمین منابع می‌شوند، موجود باشند. نگاهی به بحران برق کالیفرنیا بیندازید.
اینکه چقدر این سامانه کاراتر از سیستم‌های جایگزین است نامشخص می‌باشد، هزینه مکانیزم‌های بازار واقعی است و همچنین جداسازی عمودی مورد نیاز نیز خطرهای اضافی تحمیل می‌کند. این باعث افزایش هزینه مالی می‌شود و برای یک صنعت با سرمایه‌گذاری اولیه بالا یک مشکل کلیدی به‌شمار می‌رود. افزون بر آن، این‌طور رقابت باعث افزایش مشکلات برابری و کارایی می‌شود یعنی مصرف‌کنندگان صنایع بزرگ بسیار بیشتر از مصرف‌کنندگان محلی سود می‌برند.

### بازار بورس
یک واکنش قانونمندسازی محیط تک قطبی نیاز به این دارد که شرکت‌های خصوصی که گردانندگان بازار تک قطبی طبیعی هستند به صورت سهام عام در بورس به فروش برسند. این امر اطمینان می‌دهد که آن‌ها خود تابعی از نیازمندی‌های شفاف‌سازی هستند و امکان جایگزینی صاحبان این شرکت در صورت عدم کفایت نیز وجود دارد. این مورد آخر به صورت نظری اطمینان می‌دهد که شرکت باید به صورت کارا اداره شود. برای مثال شرکت تنظیم مقررات (قانونمندسازی) ofwat کشور انگلستان، از بازار بورس به عنوان ابزاری مهم در جهت اینکه شرکت‌های آب کارا و مؤثر کار کنند استفاده می‌کند.
عملاً، این ویژگی بازار بورس یعنی رسیدن به سود در مدت زمان کوتاه، ممکن است برخلاف صرف هزینه مناسب در قسمت پشتیبانی و سرمایه‌گذاری در صنایع با افق‌های بلند مدت به‌شمار آید، جایی که شکست در انجام این کار ممکن است تأثیرش را تا یک دهه یا بیشتر بگذارد.

### مالکیت عمومی
یک راه حل سنتی برای مشکل قانونمندسازی، مخصوصاً در اروپا، مالکیت عمومی می‌باشد، این به اصطلاح «دسته میانی که همان مردم باشند را از میان می‌برد» زیرا دولت به جای اینکه به قانونمندسازی و تنیظم رفتار یک شرکت بپردازد، فقط آن را تصاحب کرده و برای خودش محدودیت‌هایی برای فعالیت وضع می‌کند.

## اثرات شبکه
اثرات شبکه از وضعیت و شرایط حاکم بر محیط تک قطبیتی طبیعی در بازار به‌طور جداگانه‌ای مورد توجه قرار می‌گیرد، اثرات تک قطبیتی طبیعی یکی از شناسه‌های منحنی‌های هزینه‌ای سازنده محصول می‌باشد، درحالیکه اثرات شبکه برخاسته از فایده‌هایی است که استانداردسازی برای مصرف‌کنندگان محصول دارد. تعدادی از کالاها هر دو نوع مشخصات را دارند، برای مثال: نرم‌افزارهای سیستم عامل و شبکه‌های تلفن.